# Йоланда дьо Дрьо
Йоланда дьо Дрьо (на френски: Yolande de Dreux; * ок. 1269, † 2 август 1322) е френска благородничка, графиня на Монфор, чрез бракове кралица на Шотландия (1285 – 1286) и херцогиня на Бретан (1305-1312), .

## Произход
Дъщеря е на граф Робер IV дьо Дрьо и на графиня Беатрис дьо Монфор-л'Амори. Семейството на Йоланда се намира в тесни роднински връзки с френските крале от династията на Капетингите, както и с редица други могъщи аристократични фамилии. Бащата на Йоланда е внук на френския крал Луи VI, а баба ѝ Мария дьо Бурбон е братовчедка на графа на Фландрия Ги I дьо Дампиер. Майката на Йоланда, от своя страна, е единствената дъщеря на граф Жан I дьо Монфор-л'Амори. От нея Йоланда наследява графската титла на Монфор-л’Амори.

## Биография

### Кралица на Шотландия (1285 – 1286)
На 15 октомври 1285 г. Йоланда се омъжва за овдовелия шотландски крал Александър III. Бракът им е сключен след смъртта на единствения син на шотландския крал Александър, роден от покойната му съпруга – английската принцеса Маргарита Плантагенет. Бракът за французойката още повече отдалечава шотландския крал от английския крал Едуард I и подчертава независимостта на шотландците от Англия.
Александър III умира на 18 – 19 март 1286 г., след като пада от кон по пътя от Единбург до Кингхорн, където трябва да се присъедини към съпругата си. По това време обаче се смята, че овдовялата кралица е бременна с очаквания престолонаследник, поради което парламентът в Скоун назначава петима пазители на Шотландия, които да управляват кралството до раждането на детето. Не е известно какво става с детето на Йоланда, като най-вероятно е направила спонтанен аборт. Един отчет на пазителите, направен в Клакманан в деня на Св. Екатерина – 25 ноември 1286 г., свидетелства за раждането на мъртво дете.

### Херцогиня на Бретан
През 1292 г. бившата шотладска кралица се омъжва за херцог Артур II Бретански. Този брак на Йоланда се оказва по-сполучлив от първия, тъй като тя ражда на втория си съпруг шест деца:
- Жан дьо Монфор /Бретански (* ок. 1294, Енбон, Херцогство Бретан, † 26 септември 1364, пак так, погребан в Абатство „Сен Кроа“ в Кемперле), претендент за престола на Херцогство Бретан (30 април 1341 – 26 септември 1345), граф на Монфор-л'Амери (2 август 1322 – 26 септември 1345), ∞ 1329 в Шартър за Жана Фландърска, известна като Жана Пламенната (* 1295, † 1374), дъщеря на Луи I Фландърски, граф на Невер, и на Жана дьо Ретел. През 1341 г. той наследява своя полубрат Жан III като херцог на Бретан, въпреки решението, постановено от Филип VI в полза на Жана дьо Пентиевър, племенница на покойния херцог, което предизвиква Войната за бретанското наследство.
- Беатриса Бретанска (* 7 декември 1295 † 9 декември 1384, погребана в Замъка на Лавал), чрез брак господарка на Лавал, Витре и Еде; ∞ за Ги Х (* ок. 1300, † 18 юни 1347, Ла Рош Дериен), господар на Лавал и Акини, барон на Витре, граф на Казерт, виконт на Рен, от когото има три деца;
- Жана Бретанска (* 1296, † 24 май 1364), ∞ 1324 за Робер Фландърски (Робер дьо Касел) (* ок. 1278, † 1331), господар на Марл и на Касел, от когото има две деца
- Алиса Бретанска (* 1297 † май 1377), ∞ за Бушар VI, граф на Вандом († 1354);
- Бланш (* ок. 1300, † като бебе)
- Мария (* 1302 † 1371), монахиня в манастира „Сен Луи“ в Поаси

Артур II умира през 1312 г. и е наследен от Жан III Добрия – негов син от първия му брак. Йоланда умира на 2 август 1330 г. Нейните владения в Монфор са наследени от сина ѝ Жан, който започва борба за Херцогство Бретан, довела до Войната за бретанското наследство.